# Latvijas PSR čempionāts futbolā 1983
L'edizione 1983 del massimo campionato di calcio lettone fu la 39ª come competizione della Repubblica Socialista Sovietica Lettone; il titolo fu vinto dal VEF Rīga, giunto al suo sesto titolo.

## Formato
Il campionato era formato da quattordici squadre che si incontrarono in gare di andata e ritorno per un totale di 26 turni; erano assegnati due punti alla vittoria, un punto al pareggio e zero per la sconfitta.

## Classifica finale
|                        | Pos. | Squadra               | Pt | G  | V  | N  | P  | GF | GS  | DR   |
| ---------------------- | ---- | --------------------- | -- | -- | -- | -- | -- | -- | --- | ---- |
| RSS Lettone (bandiera) | 1.   | VEF Riga              | 41 | 26 | 17 | 7  | 2  | 94 | 25  | +69  |
|                        | 2.   | Celtnieks Rīga        | 39 | 26 | 17 | 5  | 4  | 72 | 29  | +43  |
|                        | 3.   | Progress Rīga         | 36 | 26 | 15 | 6  | 5  | 53 | 20  | +33  |
|                        | 4.   | Ķīmiķis               | 35 | 26 | 14 | 7  | 5  | 71 | 27  | +44  |
|                        | 5.   | Torpedo Riga          | 34 | 26 | 13 | 8  | 5  | 43 | 23  | +20  |
|                        | 6.   | Enerģija Rīga         | 32 | 26 | 11 | 10 | 5  | 40 | 29  | +11  |
|                        | 7.   | Elektrons Rīga        | 31 | 26 | 11 | 9  | 6  | 52 | 32  | +30  |
|                        | 8.   | Jūrnieks              | 28 | 26 | 10 | 8  | 8  | 42 | 34  | +8   |
|                        | 9.   | Gauja Valmiera        | 22 | 26 | 7  | 8  | 11 | 40 | 52  | -12  |
|                        | 10.  | Sarkanais Kvadrats    | 22 | 26 | 8  | 6  | 12 | 32 | 51  | -19  |
|                        | 11.  | Automobīlists Jelgava | 17 | 26 | 7  | 3  | 16 | 22 | 65  | -43  |
|                        | 12.  | Ostinieks Riga        | 14 | 26 | 6  | 2  | 18 | 22 | 47  | -25  |
|                        | 13.  | Sarkanais Metalurgs   | 13 | 26 | 6  | 1  | 19 | 29 | 77  | -48  |
|                        | 14.  | Venta                 | 0  | 26 | 0  | 0  | 26 | 8  | 108 | -100 |